# دو ویکو (دهانه)
دو ویکو یک دهانه برخوردی در ماه‌ است.